# Lithophane rufescens
Lithophane rufescens là một loài bướm đêm trong họ Noctuidae.